# Oxira perampla
Oxira perampla là một loài bướm đêm trong họ Noctuidae.